# 賴恩·費特歷斯
賴恩·馬羅·費特歷斯（Ryan Marlowe B. Fredericks，1992年10月10日—），是一名英格蘭職業職業足球員，司職後衛。出身於热刺青訓系統。

## 球員生涯

### 球會
2011年8月25日，費特歷斯首次代表熱刺主隊出賽，於2011–12年歐霸盃附加賽第二回合主場以正選身份迎戰蘇超球會哈茨。
2012年8月10日，熱刺將費特歷斯外借到英甲球會布伦特福德，借用期直至球季結束。
2012年10月25日，英甲布伦特福德宣佈熱刺召回費特歷斯歸隊。
2014年1月17日，英冠球會米尔沃尔從熱刺借用21歲的費特歷斯，借用期為93日。
2014年1月31日，熱刺與費特歷斯簽署一份新合約令其留隊至2016年夏季，另外借到英冠米尔沃尔的借用期延長至球季結束。
2014年8月24日，熱刺將費特歷斯外借到英冠球會米德尔斯堡至球季結束。
2015年8月6日，費特歷斯永久转会加盟布里斯托尔城，签订了一份为期三年的合同。